# Великорусија
Великорусија (рус. Великороссия), понекад Велика Русија (рус. Великая Русь), је назив који се раније примењивао на територије „уже Русије”, земље која је чинила језгро Московије, а касније и Русије. То је била земља на којој су етнички Руси били староседеоци и где се одиграла етногенеза (велико)Руса. Назив је наводно дошао од грчког Μεγάλη Ῥωσ(σ)ία (Megálē Rhōs(s)ía) који су Византинци користили за северни део руских земаља.
Од 1654—1721, руски цареви су усвојили реч — њихова званична титула је укључивала формулацију (буквални превод): „Владар целе Русије: Велике, Мале и Беле”.
Ова област је, заједно са Волго-уралском регијом, Северним Кавказом и Сибиром, постала Руска СФСР, док су Мала Русија и Бела Русија постале Украјинска ССР, односно Белоруска ССР.